# 珠洲郡
珠洲郡為過去位於日本石川縣北部的郡，已於2005年因無所屬町村而消失。
在1879年實施郡區町村編制法時的轄區包括現在的珠洲市的全部區域以及能登町的東半部地區。

## 歷史
過去在令制國時代最初屬於越前國，直到718年才被劃入新設立的能登國，雖然一度在742年又隨著能登國被併入越中國，不過757年恢復能登國後，就一直屬於能登國。
9世紀後曾是攝關九條家的莊園領地，不過在12世紀開始成為地頭日野氏的勢力範圍，15世紀時為能登畠山氏所控制，畠山氏也曾一度在此建立松波城做為控制能登半島北部的據點；16世紀戰國時代末期，織田信長在1581年平地此地後，隨著能登國成為前田氏的領地，戰後也一度隨著能登國成為前田利家次子前田利政七尾藩的領地。
17世紀江戶時代後大部分區域都成為前田氏加賀藩的領地，僅南部一個村為幕府直屬的領地，但也是委託加賀藩管理的預地。
19世紀末明治維新後，原屬幕府的領地改由高山縣管理，1871年實施廢藩置縣後加賀藩的領地改隸屬金澤縣，不過同年的第一次府縣整併後，羽咋郡內全數地區被劃入新設立的七尾縣，但也僅半年過後，又被併回由原金澤縣更而成的石川縣。
1878年石川縣實施郡區町村編製法時，正式設置近代的行政區劃「珠洲郡」，郡役所則是設在飯田町（位於現在的珠洲市）。

### 沿革

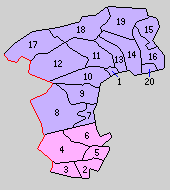
1889年珠洲郡轄下的行政區劃：
1.飯田町、2.小木村、3.高倉村、4.木郎村、5.宮崎村、6.松波村、7.鵜島村、8.黑峰村、9.見付村、10.上戶村、11.東若山村、12.西若山村、13.直村、14.正院村、15.三崎村、16.鉢崎村、17.大谷村、18.大崎村、19.日置村、20.蛸島村
（紫色：現屬珠洲市、桃色：現屬鳳珠郡能登町）

- 1889年4月1日：實施町村制，珠洲郡下設：飯田町（日语：飯田町 (石川県)）、小木村（日语：小木町 (石川県)）、高倉村（日语：高倉村 (石川県)）、木郎村（日语：内浦町）、宮崎村（日语：宮崎村 (石川県)）、松波村（日语：松波村）、鵜島村（日语：鵜島村）、黑峰村（日语：黒峰村）、見付村（日语：見付村）、上戶村（日语：上戸村 (石川県)）、東若山村（日语：東若山村）、西若山村（日语：西若山村）、直村（日语：直村）、正院村（日语：正院町）、三崎村（日语：三崎村 (石川県)）、鉢崎村（日语：鉢崎村 (石川県)）、大谷村（日语：大谷村 (石川県)）、大崎村（日语：大崎村 (石川県)）、日置村（日语：日置村 (石川県)）、蛸島村（日语：蛸島村）。（1町19村）
- 1891年7月1日：實施郡制（日语：郡制），郡役所設於飯田町。
- 1907年10月15日：（1町14村）
  - 小木村和高倉村合併為新設立的小木村（日语：小木町 (石川県)）。
  - 宮崎村、木郎村、松波村合併為新設立的木郎村（日语：内浦町）。
  - 日置村、大谷村、大崎村合併為西海村（日语：西海村 (石川県珠洲郡)）。
- 1908年8月15日：（1町10村）
  - 鵜島村、黑峰村、見付村合併為寶立村（日语：宝立町）。
  - 東若山村和西若山村合併為若山村（日语：若山村）。
  - 鉢崎村和三崎村合併為新設立的三崎村（日语：三崎村 (石川県)）。
- 1921年1月1日：小木村改制為小木町（日语：小木町 (石川県)）。（2町9村）
- 1923年4月1日：廢除郡會和郡參事會。
- 1926年7月1日：廢除郡役所，此後郡不再作為行政區劃，只作為地名的表示。
- 1940年8月15日：寶立村改制為寶立町（日语：宝立町）。（3町8村）
- 1941年11月3日：正院村改制為正院町（日语：正院町）。（4町7村）
- 1948年5月1日：木郎村改制並更名為松波町（日语：内浦町）。（5町6村）
- 1954年7月15日：飯田町、寶立町、正院町、上戶村、若山村、直村、三崎村、西海村、蛸島村合併為珠洲市[4]，並脫離珠洲郡。（2町）
- 1955年3月25日：小木町和鳳至郡宇出津町（日语：宇出津町）、三波村（日语：三波村）及神野村（日语：神野村 (石川県)）的部分地區合併為能都町（日语：能都町），屬鳳至郡。（1町）
- 1955年10月10日：鳳至郡能都町的部分地區被併入松波町。
- 1958年12月1日：松波町更名為內浦町（日语：内浦町）。
- 2005年3月1日：內浦町和鳳至郡能都町、柳田村（日语：柳田村）合併為能登町[5]，屬新設立的鳳珠郡，同時珠洲郡因無所屬町村而消失。

### 變遷表
| 1889年4月1日                   | 1889年 - 1912年             | 1912年 - 1944年             | 1945年 - 1954年                 | 1955年 - 1989年                  | 1955年 - 1989年                 | 1955年 - 1989年            | 1989年 - 現在                   | 現在                            |
| ------------------------------ | --------------------------- | --------------------------- | ------------------------------- | -------------------------------- | ------------------------------- | -------------------------- | ------------------------------- | ------------------------------- |
| 飯田町                         | 飯田町                      | 飯田町                      | 1954年7月15日 合併為珠洲市      | 1954年7月15日 合併為珠洲市       | 1954年7月15日 合併為珠洲市      | 1954年7月15日 合併為珠洲市 | 1954年7月15日 合併為珠洲市      | 1954年7月15日 合併為珠洲市      |
| 鵜島村                         | 1908年8月15日 合併為寶立村  | 1940年8月15日 改制為寶立町  | 1954年7月15日 合併為珠洲市      | 1954年7月15日 合併為珠洲市       | 1954年7月15日 合併為珠洲市      | 1954年7月15日 合併為珠洲市 | 1954年7月15日 合併為珠洲市      | 1954年7月15日 合併為珠洲市      |
| 黑峰村                         | 1908年8月15日 合併為寶立村  | 1940年8月15日 改制為寶立町  | 1954年7月15日 合併為珠洲市      | 1954年7月15日 合併為珠洲市       | 1954年7月15日 合併為珠洲市      | 1954年7月15日 合併為珠洲市 | 1954年7月15日 合併為珠洲市      | 1954年7月15日 合併為珠洲市      |
| 見付村                         | 1908年8月15日 合併為寶立村  | 1940年8月15日 改制為寶立町  | 1954年7月15日 合併為珠洲市      | 1954年7月15日 合併為珠洲市       | 1954年7月15日 合併為珠洲市      | 1954年7月15日 合併為珠洲市 | 1954年7月15日 合併為珠洲市      | 1954年7月15日 合併為珠洲市      |
| 上戶村                         |                             |                             | 1954年7月15日 合併為珠洲市      | 1954年7月15日 合併為珠洲市       | 1954年7月15日 合併為珠洲市      | 1954年7月15日 合併為珠洲市 | 1954年7月15日 合併為珠洲市      | 1954年7月15日 合併為珠洲市      |
| 東若山村                       | 1908年8月15日 合併為若山村  | 1908年8月15日 合併為若山村  | 1954年7月15日 合併為珠洲市      | 1954年7月15日 合併為珠洲市       | 1954年7月15日 合併為珠洲市      | 1954年7月15日 合併為珠洲市 | 1954年7月15日 合併為珠洲市      | 1954年7月15日 合併為珠洲市      |
| 西若山村                       | 1908年8月15日 合併為若山村  | 1908年8月15日 合併為若山村  | 1954年7月15日 合併為珠洲市      | 1954年7月15日 合併為珠洲市       | 1954年7月15日 合併為珠洲市      | 1954年7月15日 合併為珠洲市 | 1954年7月15日 合併為珠洲市      | 1954年7月15日 合併為珠洲市      |
| 直村                           |                             |                             | 1954年7月15日 合併為珠洲市      | 1954年7月15日 合併為珠洲市       | 1954年7月15日 合併為珠洲市      | 1954年7月15日 合併為珠洲市 | 1954年7月15日 合併為珠洲市      | 1954年7月15日 合併為珠洲市      |
| 正院村                         | 正院村                      | 1941年11月3日 改制為正院町  | 1954年7月15日 合併為珠洲市      | 1954年7月15日 合併為珠洲市       | 1954年7月15日 合併為珠洲市      | 1954年7月15日 合併為珠洲市 | 1954年7月15日 合併為珠洲市      | 1954年7月15日 合併為珠洲市      |
| 三崎村                         | 1908年8月15日 合併為三崎村  | 1908年8月15日 合併為三崎村  | 1954年7月15日 合併為珠洲市      | 1954年7月15日 合併為珠洲市       | 1954年7月15日 合併為珠洲市      | 1954年7月15日 合併為珠洲市 | 1954年7月15日 合併為珠洲市      | 1954年7月15日 合併為珠洲市      |
| 鉢崎村                         | 1908年8月15日 合併為三崎村  | 1908年8月15日 合併為三崎村  | 1954年7月15日 合併為珠洲市      | 1954年7月15日 合併為珠洲市       | 1954年7月15日 合併為珠洲市      | 1954年7月15日 合併為珠洲市 | 1954年7月15日 合併為珠洲市      | 1954年7月15日 合併為珠洲市      |
| 大谷村                         | 1907年10月15日 合併為西海村 | 1907年10月15日 合併為西海村 | 1954年7月15日 合併為珠洲市      | 1954年7月15日 合併為珠洲市       | 1954年7月15日 合併為珠洲市      | 1954年7月15日 合併為珠洲市 | 1954年7月15日 合併為珠洲市      | 1954年7月15日 合併為珠洲市      |
| 大崎村                         | 1907年10月15日 合併為西海村 | 1907年10月15日 合併為西海村 | 1954年7月15日 合併為珠洲市      | 1954年7月15日 合併為珠洲市       | 1954年7月15日 合併為珠洲市      | 1954年7月15日 合併為珠洲市 | 1954年7月15日 合併為珠洲市      | 1954年7月15日 合併為珠洲市      |
| 日置村                         | 1907年10月15日 合併為西海村 | 1907年10月15日 合併為西海村 | 1954年7月15日 合併為珠洲市      | 1954年7月15日 合併為珠洲市       | 1954年7月15日 合併為珠洲市      | 1954年7月15日 合併為珠洲市 | 1954年7月15日 合併為珠洲市      | 1954年7月15日 合併為珠洲市      |
| 蛸島村                         |                             |                             | 1954年7月15日 合併為珠洲市      | 1954年7月15日 合併為珠洲市       | 1954年7月15日 合併為珠洲市      | 1954年7月15日 合併為珠洲市 | 1954年7月15日 合併為珠洲市      | 1954年7月15日 合併為珠洲市      |
| 木郎村                         | 1907年10月15日 合併為木郎村 | 1907年10月15日 合併為木郎村 | 1948年5月1日 改制並更名為松波町 | 1948年5月1日 改制並更名為松波町  | 1948年5月1日 改制並更名為松波町 | 1958年12月1日 更名為內浦町 | 2005年3月1日 合併為鳳珠郡能登町 | 2005年3月1日 合併為鳳珠郡能登町 |
| 宮崎村                         | 1907年10月15日 合併為木郎村 | 1907年10月15日 合併為木郎村 | 1948年5月1日 改制並更名為松波町 | 1948年5月1日 改制並更名為松波町  | 1948年5月1日 改制並更名為松波町 | 1958年12月1日 更名為內浦町 | 2005年3月1日 合併為鳳珠郡能登町 | 2005年3月1日 合併為鳳珠郡能登町 |
| 松波村                         | 1907年10月15日 合併為木郎村 | 1907年10月15日 合併為木郎村 | 1948年5月1日 改制並更名為松波町 | 1948年5月1日 改制並更名為松波町  | 1948年5月1日 改制並更名為松波町 | 1958年12月1日 更名為內浦町 | 2005年3月1日 合併為鳳珠郡能登町 | 2005年3月1日 合併為鳳珠郡能登町 |
| 小木村                         | 1907年10月15日 合併為小木村 | 1921年1月1日 改制為小木町   | 1921年1月1日 改制為小木町       | 1955年3月25日 合併為鳳至郡能都町 | 1955年10月10日 併入松波町       | 1958年12月1日 更名為內浦町 | 2005年3月1日 合併為鳳珠郡能登町 | 2005年3月1日 合併為鳳珠郡能登町 |
| 高倉村                         | 1907年10月15日 合併為小木村 | 1921年1月1日 改制為小木町   | 1921年1月1日 改制為小木町       | 1955年3月25日 合併為鳳至郡能都町 | 鳳至郡能都町                    | 鳳至郡能都町               | 2005年3月1日 合併為鳳珠郡能登町 | 2005年3月1日 合併為鳳珠郡能登町 |
| 鳳至郡宇出津町                 |                             |                             |                                 | 1955年3月25日 合併為鳳至郡能都町 | 鳳至郡能都町                    | 鳳至郡能都町               | 2005年3月1日 合併為鳳珠郡能登町 | 2005年3月1日 合併為鳳珠郡能登町 |
| 鳳至郡三波村                   |                             |                             |                                 | 1955年3月25日 合併為鳳至郡能都町 | 鳳至郡能都町                    | 鳳至郡能都町               | 2005年3月1日 合併為鳳珠郡能登町 | 2005年3月1日 合併為鳳珠郡能登町 |
| 鳳至郡神野村                   |                             |                             |                                 |                                  |                                 |                            | 2005年3月1日 合併為鳳珠郡能登町 | 2005年3月1日 合併為鳳珠郡能登町 |
| 1955年3月25日 併入鳳至郡柳田村 |                             |                             |                                 |                                  |                                 |                            | 2005年3月1日 合併為鳳珠郡能登町 | 2005年3月1日 合併為鳳珠郡能登町 |